# Литовский клад
Литовский клад — денежно-вещевой клад, найденный около 1992 года вблизи восточной окраины деревни Литва (Молодечненский район, Минская область).

## История
Клад был скрыт, вероятно, очень поспешно, так как отпечатков упаковки не найдено. Ценности разворованы на месте находки, спасти удалось только небольшую часть клада.

## Состав

### Монеты
6191 пражский грош Яна I (1310—1346), Карла I (1346—1378) и Вацлава IV (1378—1419) — Чехия, монетный двор Кутна-Гора.

### Вещи

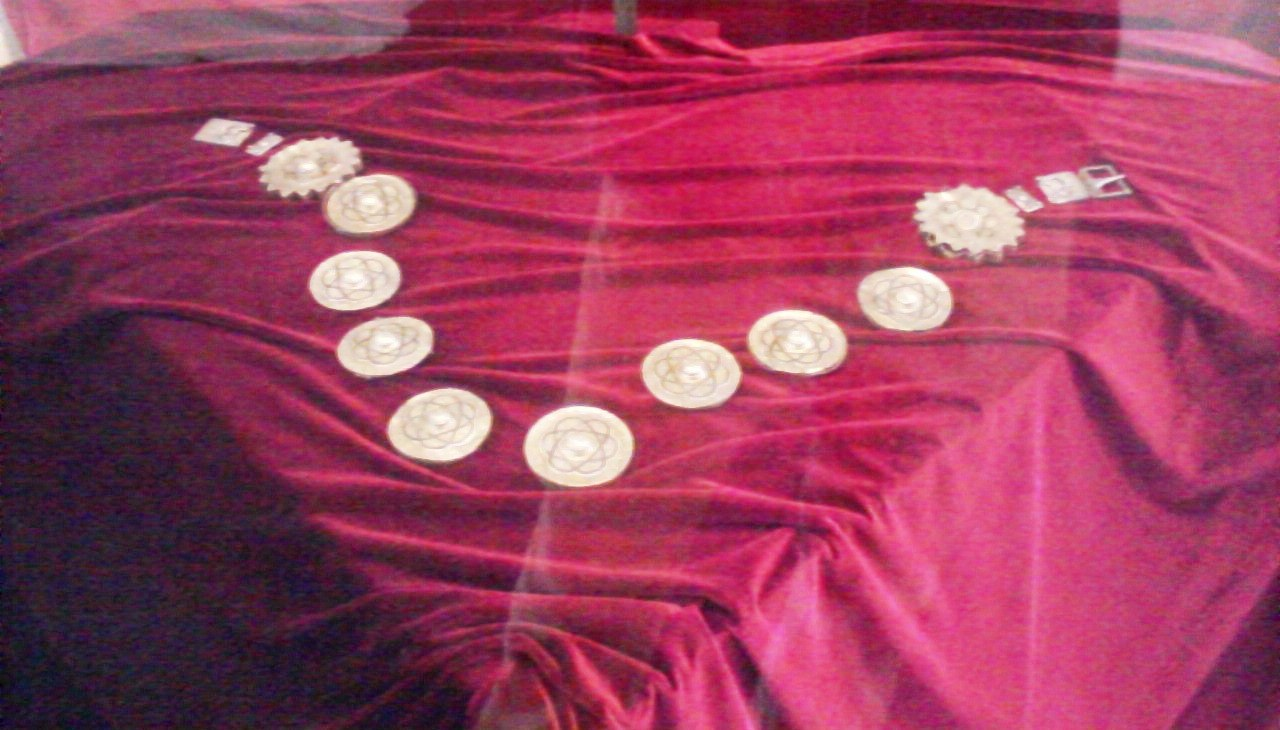
Пояс Витовта

- Фрагмент ювелирного изделия — две полые серебряные золочёные бусины, нанизаные на круглого сечения серебряную проволоку[1].
- Поясной гарнитур (так называемый Пояс Витовта) — полые серебряные пластины (гравировка, чернь, золочение) — 2 звездчатые (16 «лучей»), декорированые растительным орнаментом, изображения птиц и «василисков», 11 круглых с растительным орнаментом; пряжка с наконечником, орнаментированая растительным орнаментом; 5 соединительных прямоугольных планок. Общий вес поясного гарнитура — 805,40 грамм, проба серебра — 960°[1].

## Оценка
Литовский клад — богатейший из денежных кладов XV века, из ранее известных на землях Великого Княжества Литовского. Самые объёмные клады пражских грошей, найденные ранее в Литве (д. Ширвинту в 1981 году — 398 грошей), в Белоруссии (г. Брест в 1837 году — 1034 гроша), на Украине (д. Клочково в 1887 году — 3457 грошей) — клады, довольно скромные в сравнении с остатками денежной части Литовского клада.
По мнению В. Рябцевича, пояс — уникальный (в торевтической историографии и собраниях крупнейших музеев мира аналогов неизвестно). Пластины пояса произведены в генуэзской колонии  Кафа (Феодосия) под протекторатом  Крымского улуса Золотой Орды, пряжка с наконечником — скорее всего, в Италии (вероятно в Генуе).

## Историческая интерпретация
По мнению В. Рябцевича, письменные источники, в частности сообщение Генэ, шута вел. кн. Витовта, и хана Менгли-Гирея, позволяют высказать гипотезу, что пояс мог быть подарен Витовту Хаджи-Гиреем во время встречи в Минске в августе 1428 года. Наиболее достоверной датировкой сокрытия клада В. Рябцевичу представлялось «смутное время» (1430—1432) в Великом княжестве Литовском.